# Echzeller Burg

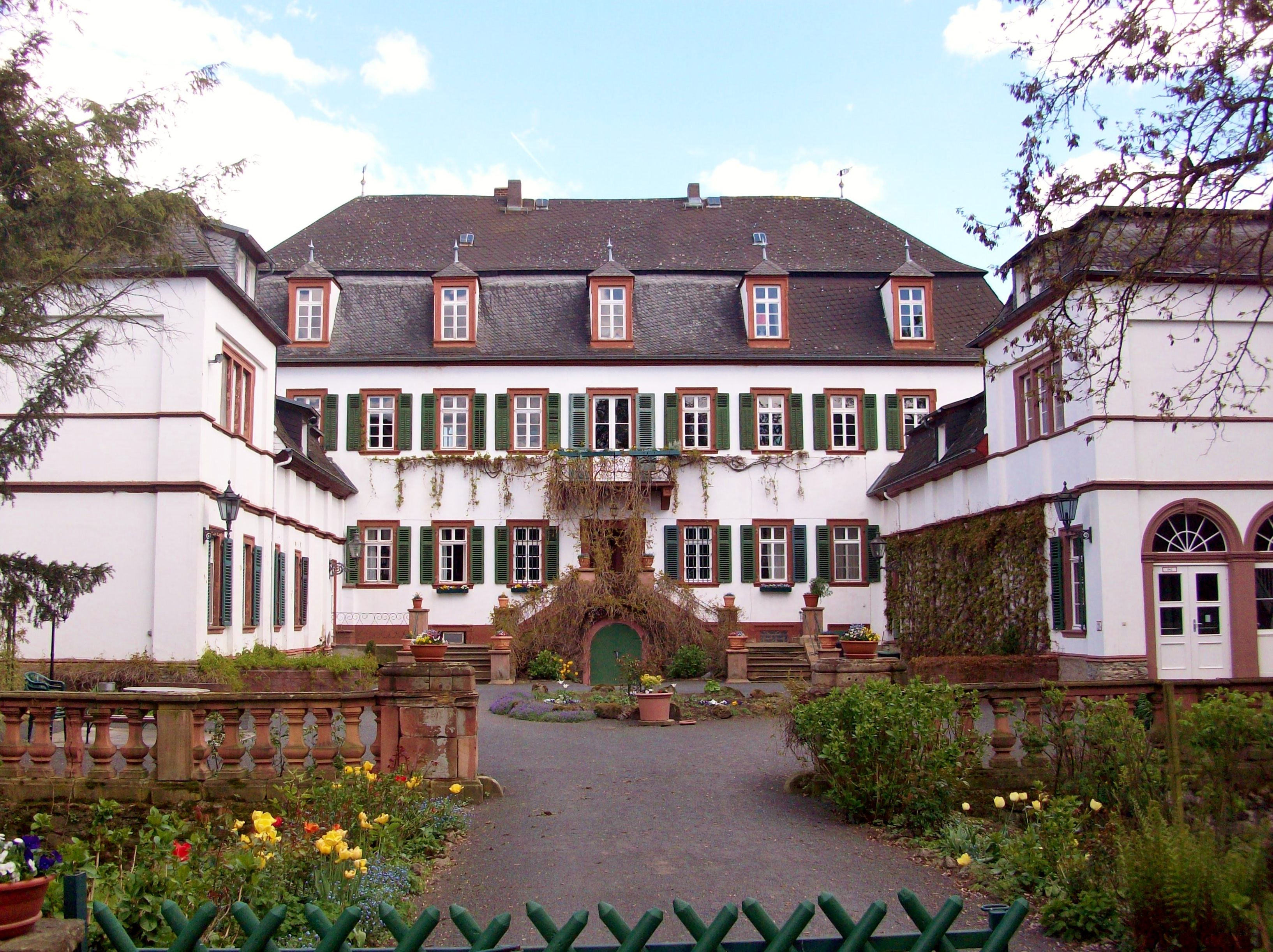
Blick auf das Schloss, Seitengebäude und Ehrenhof

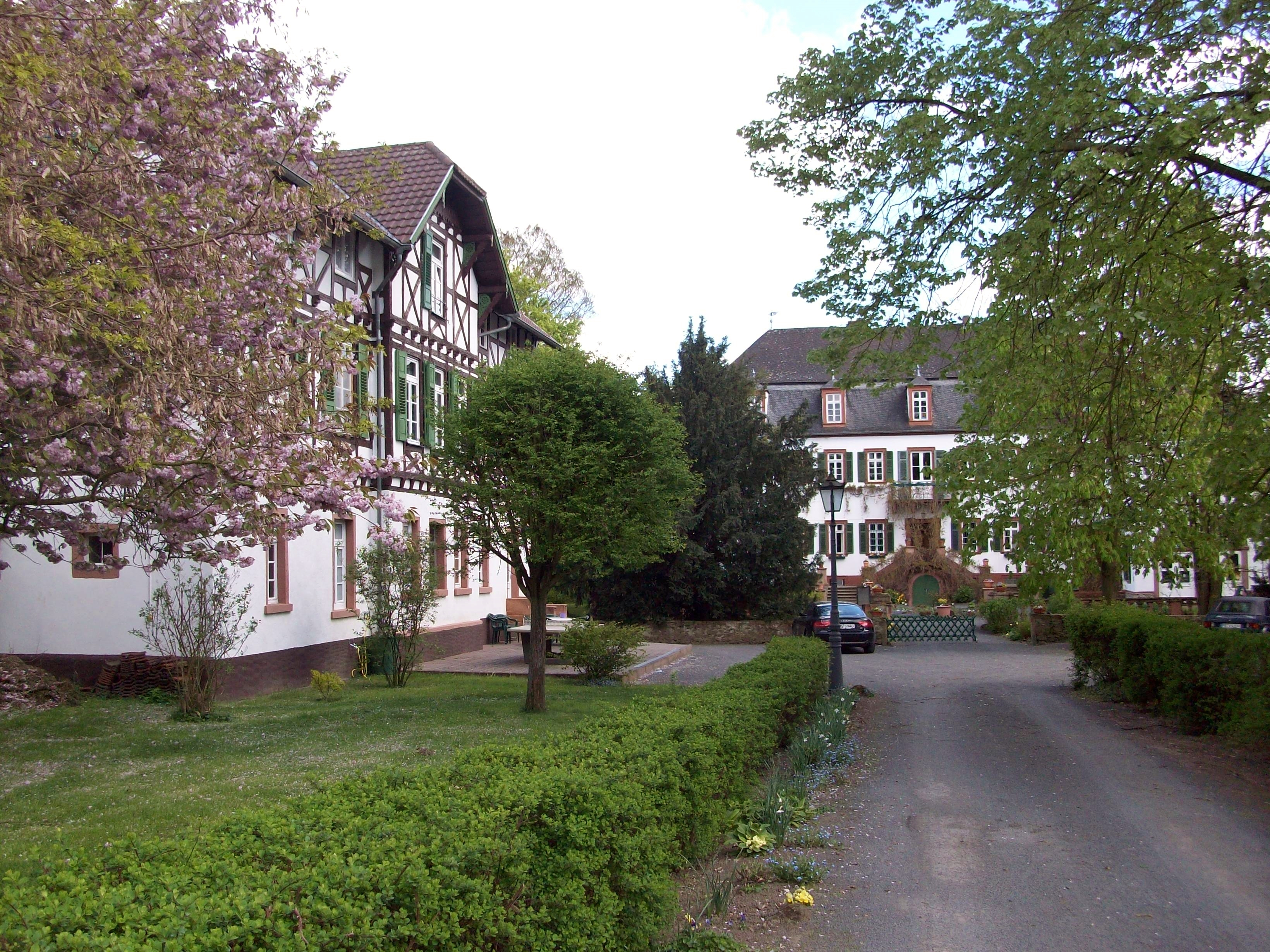
Links: Kavaliershaus – rechts: Schlossbau

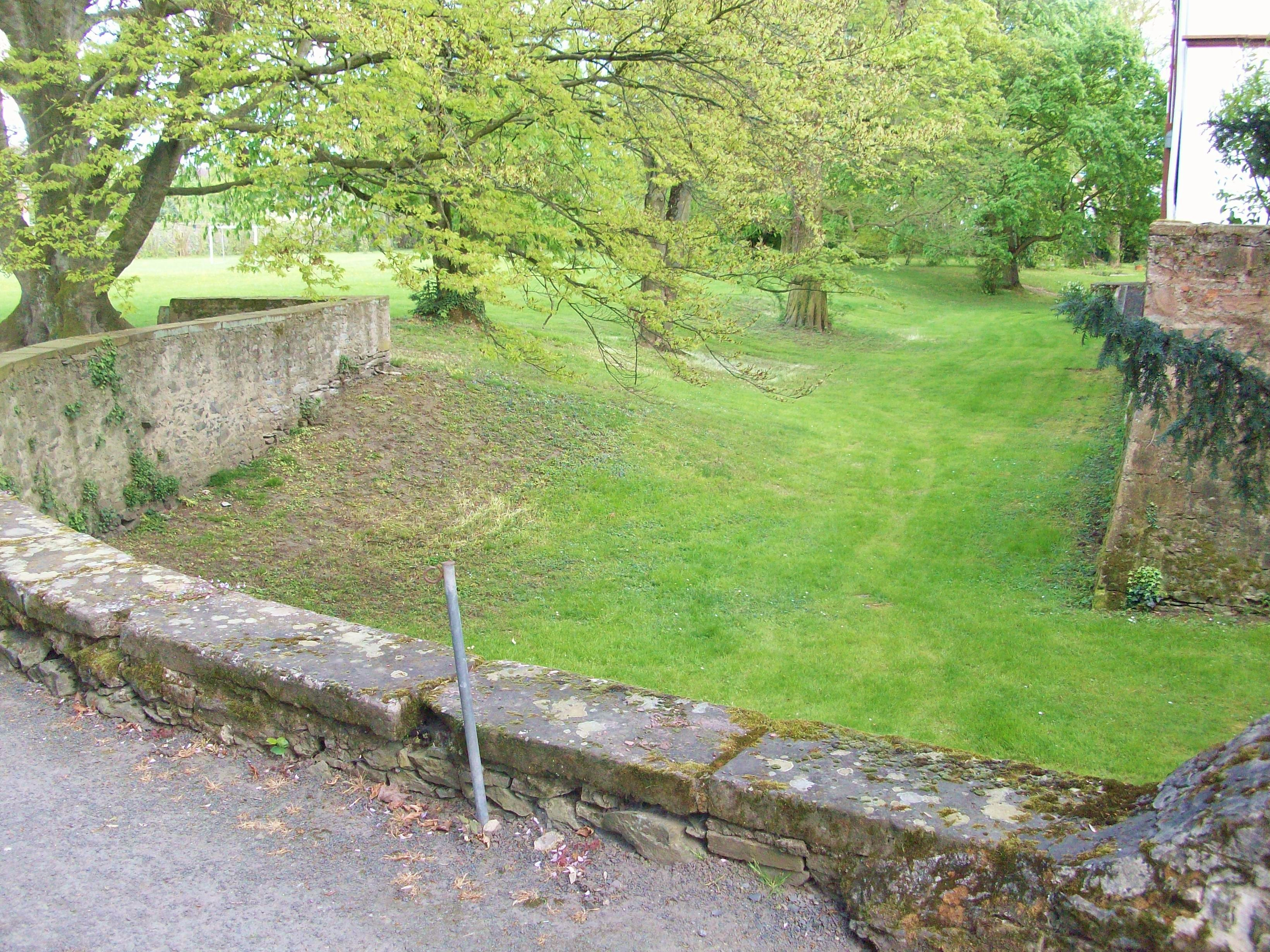
Der trockengelegte Burggraben der alten Wasserburg

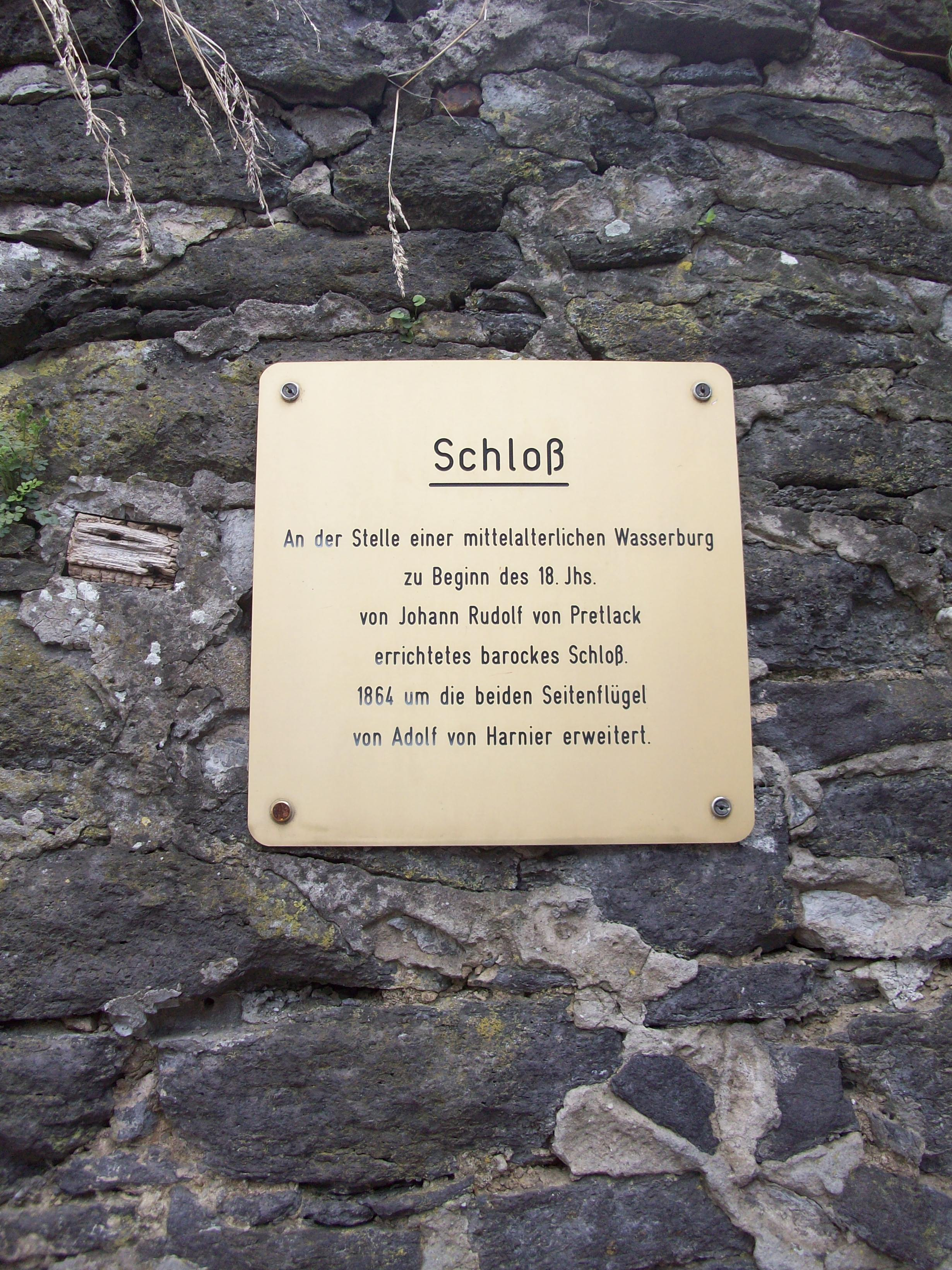
Informationsschild an der Burgmauer

Die Echzeller Burg (auch Echzeller Schloss) ist ein barocker Schlossbau in Echzell im Wetteraukreis in Hessen. Der hessen-darmstädtische General Johann Rudolf Victor von Pretlack ließ nach Ankauf der Anlage 1710 bis 1713 die mittelalterliche Wasserburg zum Schloss umbauen. Heute befindet sich darin ein Teil einer Internatsschule.

## Lage
Nordöstlich von Friedberg in der weiten Ebene der Wetterau in der Stadt Echzell liegt die ursprüngliche Wasserburg im Bereich eines früheren römischen Kastells, in der Nähe der Horloff, an der Ostseite von Echzell mit Zugangsbereich von der Hauptstraße 111 kurz vor dem Abzweig der Bisseser Straße.

## Geschichte

### Geschichte der Wasserburg
Bereits um 800 schenkte Kaiser Karl der Große den Ort Acheaz villa dem Kloster Fulda – damit wurde wohl der Grundstein zur sogenannten Fuldischen Mark gelegt. Möglicherweise schon im 11. Jahrhundert wurde die Wasserburg im Auftrag des Klosters gebaut. Ob sie mit Burgmannen oder durch den Niederadel der von Echzell, die noch bis ins 15. Jahrhundert genannt werden, besetzt wurde, ist unbekannt. Seit 1311 hatten die Grafen von Ziegenhain eine Hälfte der Fuldischen Mark als Lehen, die 1437 an Hessen überging. Die andere Hälfte ging 1423 an Nassau, 1570 an Hessen-Marburg und 1604 an Hessen-Darmstadt.
Die von Echzell verkauften ihren Besitz in der Mitte des 14. Jahrhunderts an die Wais von Fauerbach. Im Testament von Quirin Flach von Schwarzenberg vom 12. Mai 1599 wird Heinrich Gailing aus Babenhausen Erbe der Burg. Danach erfolgte häufiger Besitzerwechsel im 17. Jahrhundert.
Nach längeren Verhandlungen kaufte 1710 der spätere General der Reiterei Johann Rudolf Victor von Pretlack die Burg für seinen jüngeren Bruder Jost Ludwig von Pretlack.

### Geschichte des Schlosses
Nach dem Kauf wurden Burg und angrenzende Gebäude abgebrochen und bis 1713 ein zweistöckiges Schloss vermutlich durch den Usinger Baumeister B. Burtscher erbaut. Nur vier Jahre später starb Jost Ludwig v. P. und sein Bruder trat das Erbe an. 1724 war das neue Schloss komplett eingerichtet.
Als 1737 Johann Rudolf v. P. gestorben war, kam das Erbe an seine Nachkommen Ludwig und Karl (1769–1830). Karl war derjenige, der vorwiegend das Echzeller Schloss bewohnte. Seine im Schloss geborene Tochter Luise war die erste Ehefrau von Heinrich von Gagern, die am 28. September 1828 in Darmstadt heirateten. Leider verstarb Luise nur zweieinhalb Jahre später. Die vier Jahre jüngere Tochter Karls Karoline, ebenfalls im Echzeller Schloss geboren, heiratete Wilhelm von Harnier, der aus einer Kasseler Hugenottenfamilie stammte, Legations- und Konsistorialrat war und ein hochbegabter Maler der Darmstädter Romantikerschule. Der Ehe entstammten zwei Erben, Adolf und Wilhelm von Harnier.
Mit dem Aussterben der von Pretlacks im Jahr 1843 durch den Tod des letzten männlichen Nachkommen Ludwig Friedrich Georg Franz von Pretlack kaufte Adolf von Harnier das Schloss bis 1856 und ließ es bis 1877 umfassend renovieren. Dabei wurden 1864 die zwei vorgestellten Seitenflügel errichtet. Das Echzeller Schloss blieb etwa 130 Jahre im Besitz der Familie.
Es ist seit etlichen Jahren Internatsschule und im Besitz des Institutes Lucius.

## Anlage
Die heutige Anlage ist ein zweistöckiger neunachsiger barocker Hauptbau mit Mansardwalmdach und fünf ausgesetzten Walmgauben.
Das Schloss hat eine zweiläufige massive Sandsteintreppe an der sich der Kellereingang mit Sandsteinportal befindet. Das lässt die Schlussfolgerung zu, dass sich Gewölbekeller unter dem Schloss befinden, die der alten Burg zuzuordnen sind. Über der Freitreppe ist ein Balkon aufgesetzt.
Nach der Einrichtung des neugebauten Schlosses um 1724 wurden im Obergeschoss ein Saal mit zwei großen Zimmern, ein Kaminzimmer, zwei Kammern und ein „Eckstübchen“ genannt; im Untergeschoss wurde die Diele, der „Haussaal“, ebenfalls ein Kaminzimmer, vier Stuben und drei Kammern beschrieben.
Dem Hauptbau wurden nachträglich (um 1864) zwei vorgestellte ebenfalls zweistöckige aber flachere Seitenflügel angesetzt, die mit dem Hauptbau einen Ehrenhof bilden. Der rechte Seitenflügel weist zwei große Sandsteinportale auf. Das „Kavaliershaus“ und das gegenüberliegende Gärtnerhaus wurden bei der Erweiterung ebenfalls geschaffen.
Von der Burg ist einzig der trockengelegte Wassergraben erhalten. Der Zugang wurde aufgefüllt. Zur Straßenseite und seitlich bis zum Haupthaus sind noch Reste der Burgmauer zu sehen.
In Zugangsrichtung links vor dem Schloss steht noch das sehr schön restaurierte dreistöckige Haus mit zwei Fachwerkobergeschossen und Risalitandeutung. Bemerkenswert ist die geschnitzte Dachabstützung an allen Ecken. Es ist als Kavaliershaus bekannt.
Das Freigelände um die Burg ist als Grünanlage noch erhalten. Die Wasserzuführung erfolgte wohl durch einen Parallelgraben der Horloff, der heute einige Dutzend Meter weiter nördlich endet.

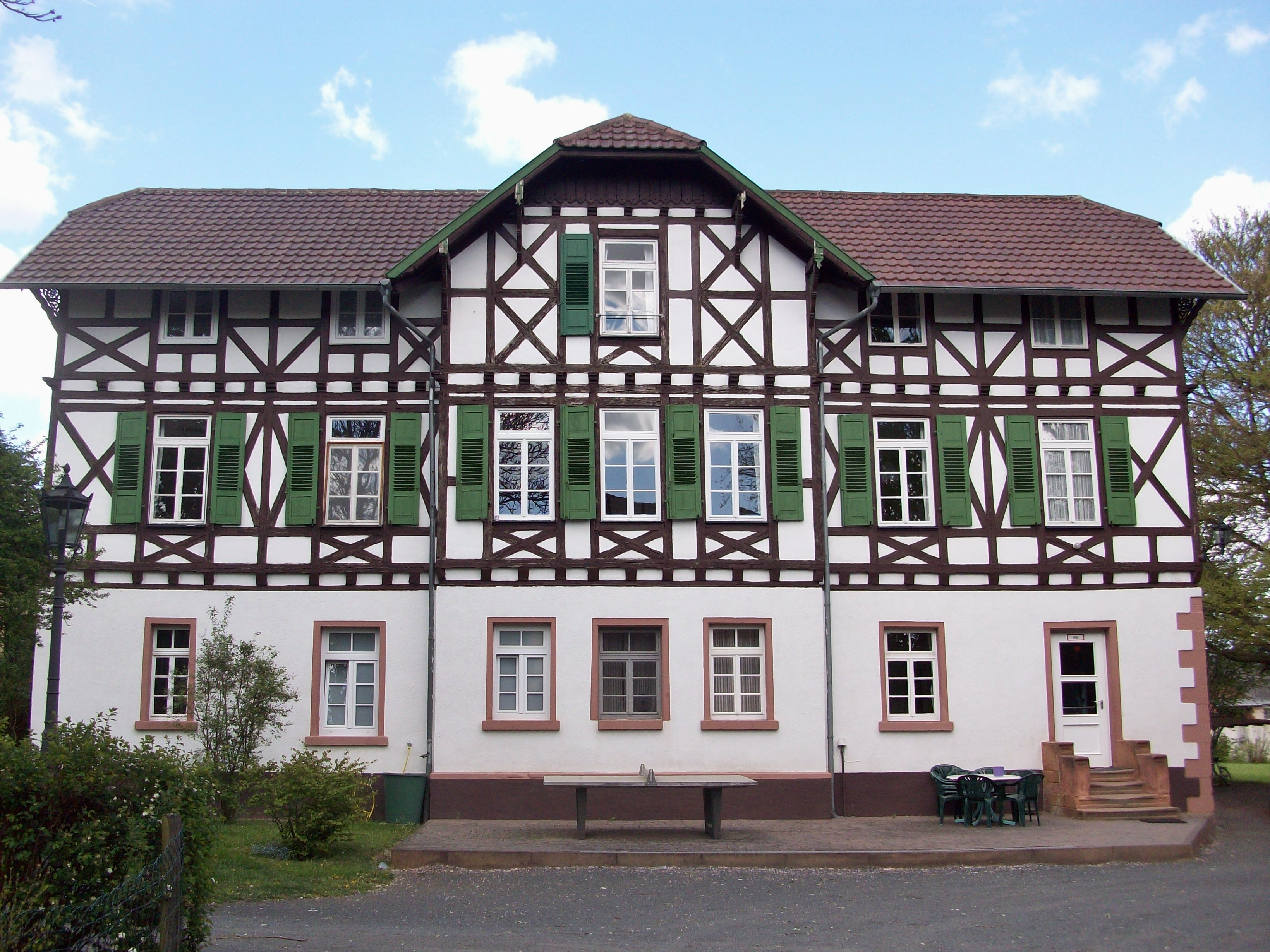
Das Kavaliershaus
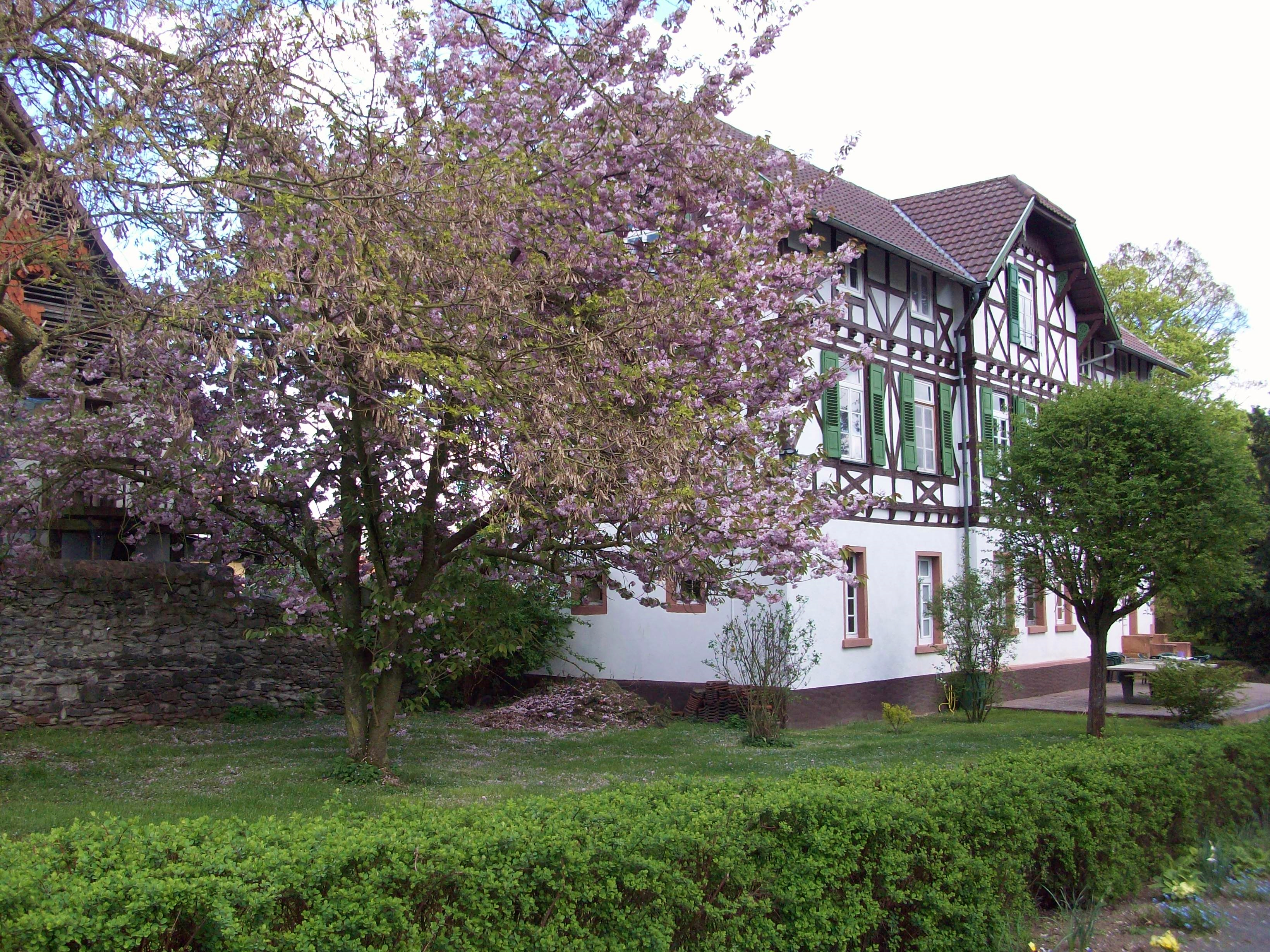
Burgmauerrest und Kavaliershaus
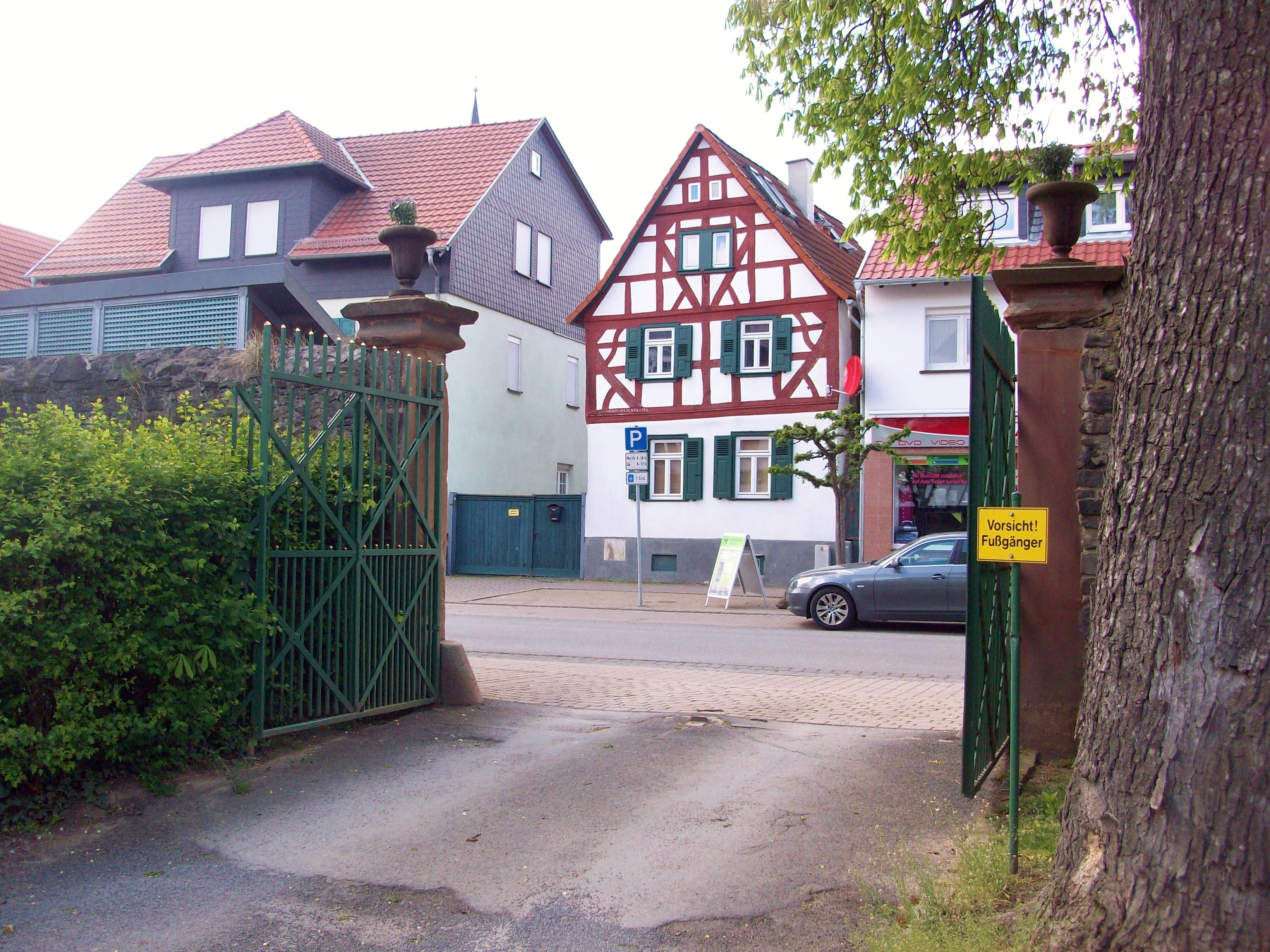
Eingangstor mit Blick Richtung Hauptstraße

## Heutige Nutzung
Das Schloss ist heute Standort des Oberstufenteils der Internatsschule Institut Lucius, dessen Hauptteil im früheren Jagdschloss des hessen-darmstädtischen Landgrafen Ludwig VIII., dem späteren Forsthaus und seinen unter Denkmalschutz stehenden Nebengebäuden am Echzeller Weg 1 untergebracht ist.